# 奇爾諾梅利市鎮

奇爾諾梅利市鎮，是斯洛文尼亞東南部的一個市镇，行政中心为奇爾諾梅利。傳統上屬於下卡尼奧拉地區。市镇面積为340平方公里，2002年人口数量为14,580人，人口密度每平方公里43人。